# Rosetta
Rosetta foi uma sonda espacial construída e lançada pela Agência Espacial Europeia (ESA) com a missão de encontrar-se no espaço e fazer um estudo detalhado do cometa 67P/Churyumov-Gerasimenko, que viaja entre as órbitas da Terra e de Júpiter. Ela integrava o conjunto de missões Horizon 2000 da agência espacial e foi a primeira sonda construída para orbitar e pousar num cometa.
Lançada em 2 de março de 2004 da base de Kourou, na Guiana Francesa, no topo de um foguete Ariane 5 G+, a sonda atingiu seu alvo na metade de 2014. A nave compreendia duas partes, a sonda espacial Rosetta, que carregava 11 instrumentos, e o pousador-robótico Philae, que transportava mais dez. A sonda tinha como objetivo orbitar o cometa 67P por 17 meses e foi construída para fazer o mais detalhado estudo de um cometa até então.
A sonda recebeu este nome em homenagem à Pedra da Roseta, que após sua descoberta em 1799 auxiliou no entendimento dos hieróglifos egípcios. O módulo pousador foi batizado com o nome da ilha de Philae, no rio Nilo, onde foi descoberto um obelisco que também contribuiu para decifrar os hieróglifos de Rosetta.
Após seu lançamento, a espaçonave orbitou o Sol cinco vezes, realizou dois sobrevoos de asteroides e um sobrevoo de Marte, enviando dados e imagens. Depois do sobrevoo do planeta vermelho em 2007, em setembro de 2008 ela sobrevoou o asteroide 2867 Šteins e em julho de 2010 o asteroide 21 Lutetia. Depois de passar 31 meses em estado de "hibernação" no espaço, num modo de rotação estabilizada com todos os equipamentos desligados, à exceção do computador de bordo, numa órbita a caminho de seu encontro final, ela foi religada com sucesso em 20 de janeiro de 2014 pelos cientistas da ESA a partir do Centro Europeu de Operações Espaciais (ESOC), em Darmstadt, Alemanha, enviando de volta seu primeiro sinal após mais de dois anos e meio.
Em 6 de agosto de 2014, ela tornou-se a primeira sonda espacial na história a acompanhar a órbita de um cometa. Em 12 de novembro, o módulo pousador Philae separou-se da nave e pousou no Churyumov-Gerasimenko depois de sete horas de manobras de aproximação no espaço, às 16h03 UTC, tornando-se o primeiro objeto artificial a pousar na superfície de um cometa.
As comunicações entre a sonda e o aterrissador foram cessadas em 27 de julho de 2016, e em 30 de setembro do mesmo ano a missão foi finalizada com a sonda sendo então impactada contra a superfície do cometa, na região conhecida como Ma'at.

## Visão geral
Em 1986, durante a aparição do cometa de Halley, várias sondas foram enviadas ao espaço para explorar o sistema do cometa, sendo a Giotto, da ESA, a mais bem sucedida delas. Depois das sondas retornarem um tesouro científico de grande valor, se tornou claro que missões a outros cometas deveriam sucedê-la, de maneira a lançar mais luzes sobre a complexa composição destes corpos celestes e responder questões então abertas.
Em consequência, a NASA e a ESA começaram a desenvolver sondas conjuntamente. O projeto da agência americana chamou-se  missão Comet Rendezvous Asteroid Flyby (CRAF); o da ESA, missão Comet Nucleus Sample Return (CNSR). Os dois projetos deveriam dividir o desenvolvimento da espaçonave Mariner Mark II, diminuindo custos. Em 1992, quando a NASA interrompeu o CRAF por questões de orçamento, a ESA decidiu levar o projeto adiante sozinha. Em 1993, ficou evidente que o ambicioso plano de coletar amostras nos cometas e trazê-las de volta ficou impraticável devido às limitações de orçamento da agência europeia; o projeto foi então reestruturado, com o plano final se assemelhando ao finado CRAF: um sobrevoo de asteroide seguido de um pouso.
Rosetta foi construída numa "sala limpa", de acordo com as regras do Comitê de Pesquisa Espacial, mas a esterilização neste caso não era crucial, porque cometas são considerados corpos celestes onde se pode encontrar moléculas prebióticas mas não micro-organismos vivos.
A missão foi planejada para ser lançada em 12 de janeiro de 2003, para um encontro com o cometa 46P/ Wirtanen em 2011. O plano porém foi abandonado após uma falha do foguete Ariane 5, em 11 de dezembro de 2002. Um novo plano então foi feito, com o novo alvo sendo o cometa Churyumov–Gerasimenko, com um lançamento em 26 de fevereiro de 2004 para o encontro em 2014. A massa maior deste cometa com o resultante maior velocidade de impacto, tornou necessário que fossem feitas modificações no pousador. Após duas tentativas canceladas de lançamento, devido ao mau tempo e a problemas técnicos, Rosetta foi finalmente lançada da Guiana Francesa por um Ariane 5 às 07h17 UTC de 2 de março de 2004.
Em 25 de fevereiro de 2005, a nave fez um sobrevoo em baixa altitude do planeta Marte, para corrigir problemas da trajetória após o primeiro lançamento de 2003 ter sido adiado por quase um ano. Isto não foi feito sem riscos, já que a altitude estimada para as manobras era de meros 250 km acima da superfície do planeta. Durante este encontro, os painéis solares não puderam ser usados já que o encontro se deu na face escura de Marte, onde ela não receberia luz solar por quinze minutos, causando uma perigosa perda de energia. A nave foi então colocada em modo de espera, sem possibilidade de comunicação, voando com baterias que não haviam sido desenvolvidas para esta tarefa. Esta manobra em Marte seria depois apelidada de "O Jogo de Um Bilhão de Euros". A manobra de empuxo foi felizmente bem sucedida e a missão pôde continuar como planejada.
Em 5 de setembro de 2008, Rosetta teve um encontro com o asteroide 2867 Šteins, fazendo um sobrevoo muito próximo ao objeto, a 800 km de distância. Os instrumentos a bordo fizeram medições do asteroide desde 4 de agosto, no período de aproximação orbital, até 10 de setembro, após o sobrevoo a curta distância. A velocidade relativa máxima entre os dois objetos durante o sobrevoo foi de 8,6 km/s.

## A sonda
O corpo principal da nave espacial media 2,8 x 2,1 x 2,0 metros, onde estavam dispostos todos os seus subsistemas e demais equipamentos. A sonda tinha dois painéis solares de 14 metros de comprimento, perfazendo uma área total de 64 metros quadrados. Ela possuía uma massa total de de 2 900 kg, e mais de 50% de sua massa era de propelente.
Em uma das faces do orbitador existia uma antena de alto-ganho em forma de prato de 2,2 metros do diâmetro móvel. Do lado oposto da sonda estava o módulo de aterrissagem. Como ela deveria operar a uma distância de 720 milhões de km do Sol, onde o nível de luz era de apenas de 4% do nível de iluminação da Terra, a sonda estava equipada com grandes painéis solares.
- Massa total da sonda: 1 230 kg (aproximadamente);
- Propelente: 1.670 kg (aproximadamente);
- Massa total dos instrumentos: 165 kg;
- Massa do módulo aterrissador: 100 kg;
- Potência dos painéis solares: 850 Watts a 3,4 UA, e 395 Watts a 5,25 UA;
- Sistema de propulsão: 24 propulsores a bipropelente com força de 10 N;

### Propulsão
No centro do orbitador estava localizado o sistema de propulsão. Montados em volta do tubo de exaustão estavam os dois grandes tanques de propelente. No tanque superior continha o combustível e no inferior continha o oxidante. O orbitador transportava 24 propulsores para a correção da trajetória e para o controle de atitude. Cada um destes propulsores aplica uma força de 10 N.

### Instrumentos
O orbitador dispunha de 11 instrumentos científicos. Eram estes:
- ALICE - Ultraviolet Imaging Spectrometer[22]
- CONSERT - Comet Nucleus Sounding[23]
- COSIMA - Cometary Secondary Ion Mass Analyser[24]
- GIADA - Grain Impact Analyser and Dust Accumulator[25]
- MIDAS - Micro-Imaging Analysis System[26]
- MIRO - Microwave Instrument for the Rosetta Orbiter[27]
- OSIRIS - Rosetta Orbiter Imaging System[28]
- ROSINA - Rosetta Orbiter Spectrometer for Ion and Neutral Analysis[29]
- RPC - Rosetta Plasma Consortium[30]
- RSI - Radio Science Investigation[31]
- VIRTIS - Visible and Infrared Mapping Spectrometer[32]

## O módulo aterrissador
Após 21 dias de seu lançamento, o módulo de aterrissagem da sonda Rosetta recebeu o nome de Philae, reportando ao obelisco de Philae onde foi encontrada uma inscrição bilíngue, que incluía os nomes de Cleópatra e de Ptolomeu em hieróglifos egípcios. Esta inscrição forneceu ao historiador francês Jean-François Champollion informações importantes que lhe permitiram decifrar a antiga escrita egípcia que estava escrita na Pedra de Rosetta.
O módulo tinha uma massa de 100 kg e foi construído através de um consórcio europeu liderado pela German Aerospace Research Institute (DLR). Outros membros deste consórcio são a ESA e institutos da Áustria, Finlândia, França, Hungria, Irlanda, Itália e a Inglaterra.

### Instrumentos
O módulo aterrissador transportava dez instrumentos científicos, que pesam um total de 26,7 kg, quase um terço da massa total da sonda. Eram estes:
- APXS - Alpha Proton X-ray Spectrometer
- CIVA - Comet Nucleus Infrared and Visible Analyzer
- ROLIS - Rosetta Lander Imaging System
- CONSERT - Comet Nucleus Sounding[35]
- COSAC - Cometary Sampling and Composition experiment[36]
- MODULUS PTOLEMY - Evolved Gas Analyser[37]
- MUPUS - Multi-Purpose Sensor for Surface and Subsurface Science
- ROMAP - RoLand Magnetometer and Plasma Monitor
- SD2 - Sample and Distribution Device
- SESAME - Surface Electrical and Acoustic Monitoring Experiment, Dust Impact Monitor[38]

## A missão
Para estudar as origens dos cometas e as relações entre os cometas e o material interestelar e suas implicações com as origens do Sistema Solar; uma série de medições deveriam ser feitas.
- Caracterização global do núcleo do cometa, determinação de suas propriedades dinâmicas e de sua composição e de sua morfologia.
- Determinação de suas características químicas, mineralógicas e isotópicas das composições voláteis e refratárias do núcleo do cometa.
- Determinação das propriedades físicas e a inter-relação entre as substâncias voláteis e refratárias do núcleo do cometa.
- O estudo do desenvolvimento da atividade do cometa e os processos que envolvem a sua camada superficial com o interior de sua cauda (analisar a interação entre a poeira e o gás).
- O estudo das características globais deste cometa, suas propriedades dinâmicas, morfologia e a composição de sua superfície.

### Cronograma
- Lançamento da sonda: 2 de março de 2004;
- Primeiro sobrevoo em torno da Terra: novembro de 2005;
- Sobrevoo em torno de Marte: fevereiro de 2007;
- Segundo sobrevoo em torno da Terra: novembro de 2007;
- Terceiro sobrevoo em torno da Terra: novembro de 2009;
- Hibernação no espaço profundo: de maio de 2011 até janeiro de 2014;
- Reativação da sonda: 20 de janeiro de 2014;
- Aproximação do cometa 67P/Churyumov-Gerasimenko: de janeiro a maio de 2014;
- Inserção orbital no cometa: 6 de agosto de 2014;
- Pouso do aterrissador Philae no cometa: 12 de novembro 2014;
- Escoltando o cometa em torno do Sol: de novembro de 2014 até setembro de 2016;

## Lutetia e Šteins
A sonda Rosetta, como missão secundária, passou pelos asteroides 2867 Šteins e 21 Lutetia, a caminho do cometa 67P/Churyumov-Gerasimenko. A aproximação aconteceu em 5 de setembro de 2008 e 10 de julho de 2010, respectivamente.
O asteroide 21 Lutetia foi descoberto em 15 de novembro de 1852 por Hermann Goldschmidt. Ele tem aproximadamente 100 km de diâmetro. O asteroide 2867 Steins foi descoberto em 4 de novembro de 1969 por Nikolai Stepanovich Chernykh. Ele tem cerca de 10 km de diâmetro.

## Identificação errônea como um asteroide
Durante o seu segundo voo de aproximação, em novembro de 2007, a sonda espacial Rosetta foi erroneamente identificada como um asteroide próximo da terra, quando recebeu a designação 2007 VN84. Usando imagens feitas com um telescópio de 0,68 m da Catalina Sky Survey, um astrônomo "descobriu" a sonda espacial e a identificou como um asteroide de aproximadamente 20 m de diâmetro. Além disso, o astrônomo calculou uma trajetória para o recém-descoberto asteroide, na qual o mesmo passaria  em 13 de novembro de 2007 a uma distância de 5 700 km da Terra. Essa aproximação extrema da Terra, em termos astronômicos, levou à especulação de que existia um grande risco de colisão. Contudo, o astrônomo Denis Denisenko percebeu que a trajetória coincidia com a da sonda espacial Rosetta, a qual estava usando a gravidade da Terra durante o seu voo de aproximação para poder seguir sua viagem em direção ao cometa 67P/Churyumov-Gerasimenko. O Centro de Planetas Menores confirmou posteriormente em uma nota editorial que 2007 VN84 se tratava na verdade da sonda espacial.

## Cometa

Camêra traseira da Rosetta mostra a nave sobrevoando o Churyumov-Gerasimenko a 50 km de distância.

O objetivo inicial da missão Rosetta era visitar o cometa denominado 46P/Wirtanen. Mas devido a contratempos no veículo lançador Ariane 5, a Agência Especial Europeia teve que escolher outro cometa a ser visitado. Após cuidadosas análises, o escolhido foi o cometa 67P/Churyumov-Gerasimenko. Com esta escolha, a sonda teve que executar uma trajetória bastante complexa que incluiria três sobrevoos pela Terra e um por Marte, para realizar manobras com o auxílio da força gravitacional destes planetas, afim de que a sonda chegue ao cometa. Essas manobras são denominadas de assistência gravitacional. Neste caminho a sonda visitou duas vezes o Cinturão de Asteroides. Quando finalmente conseguiu chegar ao cometa, a sonda entrou em órbita do mesmo e o acompanhou em sua órbita ao entorno do Sol, utilizando seus instrumentos para realizar pesquisas e fotografias.
Como 67P é tipicamente mais ativo quando ele se encontra mais próximo do Sol, os cientistas puderam observar de perto as mudanças que o cometa sofreu. Esperava-se que o cometa sofresse grandes alterações e passasse a jorrar gases através de orifícios em sua superfície, e como o cometa apresenta um grande periélio, a sonda não foi afetada pelo calor do Sol. Pouco se sabia sobre este corpo celeste, pois ele reflete pouca luz e seu núcleo fica totalmente envolvido por gases e partículas quando próximo ao Sol.
Anteriormente, o telescópio espacial Hubble havia registrado 61 fotografias do cometa, revelando que o mesmo possuía um núcleo de 3 a 5 quilômetros de diâmetro e uma forma elipsoidal (como uma bola de rugby). Além disso, o cometa leva 12 horas para completar uma rotação em torno de si mesmo, sendo também três vezes maior que o cometa anteriormente escolhido.
O 67P realizou seu periélio em 13 de agosto de 2015, a cerca de 186 milhões de quilômetros do Sol, com o período sendo crucial já que aumentou significativamente a atividade no interior do cometa, assim revelando informações aos instrumentos sobre o ciclo de vida do cometa e dados relevantes a respeito da origem do Sistema Solar. ROSINA coletou dados do 67P por dois anos enquanto Rosetta orbitava o cometa. Astrônomos encontraram indícios de fósforo nos dados da ROSINA.

### Sumário do cometa
- Designação: 67P/Churyumov-Gerasimenko
- Diâmetro do núcleo: 4 km
- Período de orbitação: 6,6 anos
- Distância mínima com o Sol: 186 milhões de km
- Distância máxima com o Sol: 857 milhões de km
- Excentricidade orbital: 0,6
- Inclinação orbital: 7,1º
- Trajetória: Viaja entre as órbitas da Terra e de Júpiter
- Ano de descoberta: 1969
- Descobridores: Klim Churyumov (da Universidade de Kiev, Ucrânia) e Svetlana Gerasimenko do (Instituto de Astrofísica de Duxambé, Tajiquistão).[46]

## Etapas da aproximação e pouso
Depois de reativada em 20 de janeiro de 2014, após dois anos de hibernação, a sonda continuou sua jornada até as proximidades do cometa. Em 6 de agosto, quando após a última queima de seus pequenos propulsores por sete minutos, entrou em órbita ao entorno do 67P, a uma distância de 460 milhões de quilômetros da Terra e a 100 km da superfície do cometa, tornando-se o primeiro objeto fabricado pelo homem a conseguir tal feito. Durante o programado ano em que passou em órbita do Churyumov-Gerasimenko, a Rosetta realizou um mapeamento completo e detalhado de sua superfície, utilizando o recurso de uma órbita triangular em torno dele para medir seu campo gravitacional.

### Aterrissador
A segunda e mais difícil etapa da missão foi realizada em 12 de novembro do mesmo ano, com o pouso do aterrissador Philae na superfície do cometa. O aterrissador manteve-se acoplado à Rosetta até aquela data, desde o encontro do conjunto com o cometa. A área de pouso, denominada "Agilkia" - em homenagem à Ilha de Agilkia, também no rio Nilo - foi selecionada após um grande concurso público realizado pela ESA, e fica na "barriga" do cometa, que tem a forma de um "pato de borracha".

A separação entre a sonda e o pousador foi confirmada pelo Centro Europeu de Operações Espaciais (ESOC) às 09h03 UTC. Como o tempo de viagem do sinal da nave Rosetta até a Terra nesta data era de 28 minutos e 20 segundos, a separação ocorreu no espaço às 08h35 UTC, como o programado. Após cerca de sete horas de manobras de aproximação no espaço, o sinal confirmando a aterrissagem de Philae sobre a superfície do cometa Churyumov-Gerasimenko chegou à Terra às 16h03 UTC.

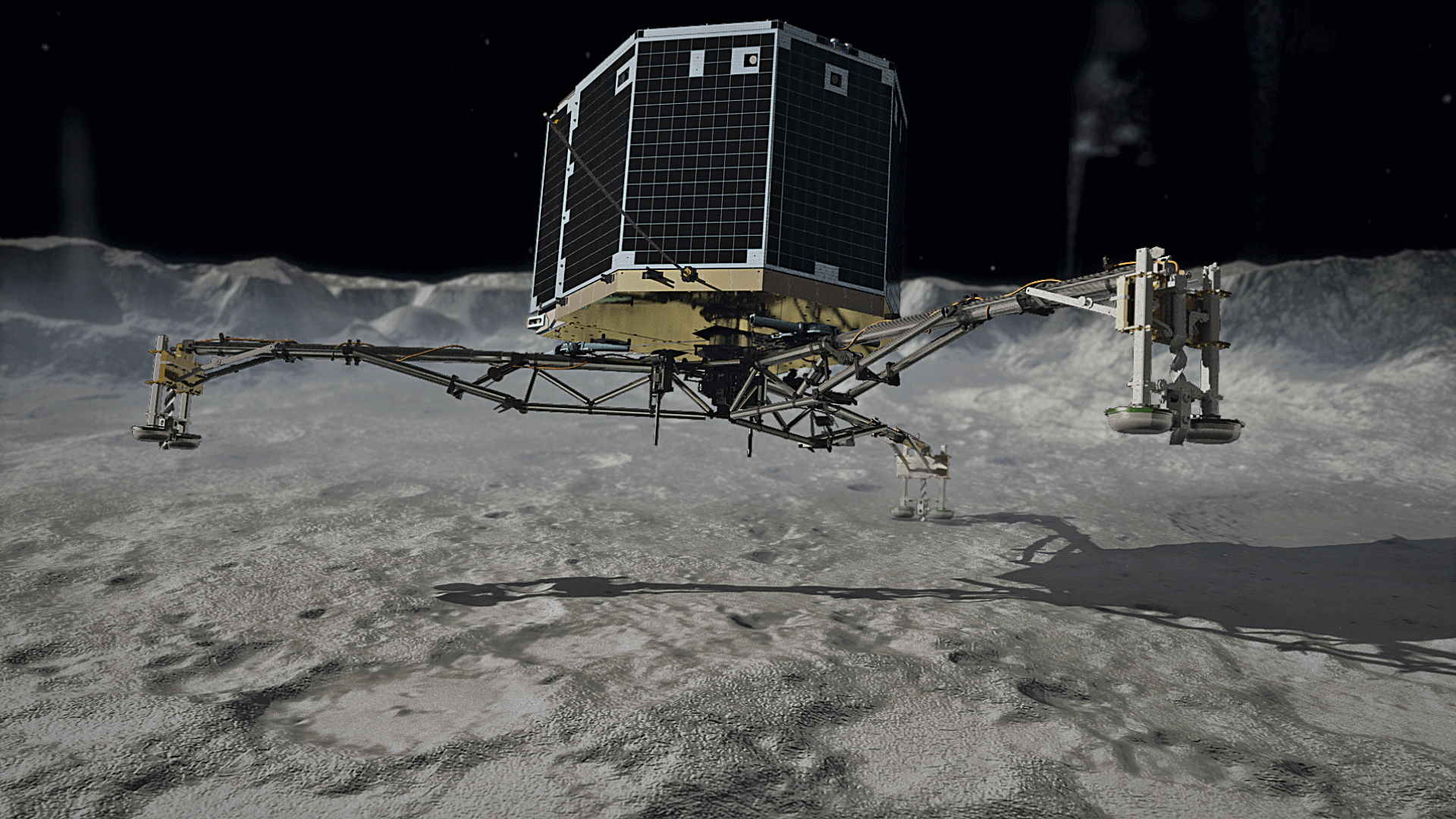
Concepção artística que representa o momento do pouso do módulo Philae na superfície do cometa.

Uma hora após o primeiro pouso, o Centro Aeroespacial Alemão em Colônia confirmou que os dois arpões que deveriam fixar o módulo pousador à superfície do cometa não dispararam. O pequeno propulsor localizado na parte superior de Philae, que deveria pressionar o módulo pousador contra a superfície do cometa e contrabalançar o coice resultante do disparo dos arpões de fixação à superfície durante o pouso, assim como evitar que um eventual quique na superfície do cometa fizesse com que o módulo levantasse voo novamente, não funcionou. Como de início não havia clareza sobre quão estável o módulo estaria repousando sobre o cometa, não houve nova tentativa de disparar os arpões, pois o coice resultante e a incerteza sobre a orientação da sonda poderiam causar novos problemas. O primeiro pouso, contudo, foi bastante brando, o que indica que a superfície do cometa é suave.
O contato por rádio com Rosetta e o módulo aterrissador, após uma interrupção programada devido ao posicionamento da sonda em relação à 67P/Churyumov-Gerasimenko, foi re-estabelecido na manhã do dia seguinte, às 06h01 UTC/07h01 CET. Junto aos novos dados de telemetria e dos aparelhos científicos foram transmitidas as primeiras imagens a partir da superfície de um cometa, feitas pelo equipamento CIVA do módulo aterrissador. Durante a descida, dados do instrumento CONSERT mostravam que o aterrissador estava a apenas 50 metros do local de pouso original, o que estava dentro da margem de erro de até 500 metros planejada pela ESA. Dados do instrumento para estudo do campo magnético ROMAP, a bordo do módulo pousador, revelaram que na verdade ocorreram três pousos. O primeiro ocorreu próximo ao horário programado, às 15h33 UTC. Como os dois arpões não dispararam, Philae quicou na superfície do cometa. O ambiente de baixa gravidade do cometa fez com que o segundo pouso ocorresse somente às 17h26 UTC, quando o módulo pousador quicou por uma segunda vez, vindo a pousar em definitivo somente às 17h33 UTC. Segundo a ESA, o módulo pousador repousou de maneira estável sobre o cometa e tudo indicava que Philae não levantaria voo a partir do mesmo. Contudo, o local de pouso exato ainda é desconhecido.

## Resultados científicos
Os resultados das medições magnéticas que foram feitas em novembro de 2014 pela sonda "Philae", que saltou duas vezes na superfície do cometa antes de se assentar, mostraram o primeiro resultado confiável do campo magnético de um cometa. Um valor quase zero fornece informações importantes sobre os campos magnéticos presentes nos primórdios do sistema solar. O resultado também lançou dúvidas sobre a ideia de que as forças magnéticas desempenharam um papel importante na formação de cometas.
Em maio de 2016 foi confirmada pelo espectômetro de massa a presença de substâncias relacionadas à origem da vida na cauda do cometa: o aminoácido glicina, o elemento fósforo, além de metilamina, etilamina, sulfeto de hidrogênio e cianeto de hidrogênio.

### Vida microbial
Em 2015, os dois dos principais astrônomos da Agência Espacial Europeia dizem que os dados enviados pela Philae  indica que o cometa poderia ser habitado por vida alienígena microbiana. A evidências demonstram que várias características do cometa, como sua crosta negra orgânica, são melhores explicadas pela presença de organismos vivos sob a sua superfície gelada. A sonda espacial também confirmou ter recolhido estranhos "aglomerados" de material orgânico que se assemelham a partículas virais.

## Fim da missão
No dia 30 de setembro de 2016, o lotado centro de operações da Agência Espacial Europeia (ESA) em Darmstadt, Alemanha, esperou em silêncio e depois o sinal da descendente missão Rosetta simplesmente parou às 13h19 (hora local), mostrando que a sonda tinha, provavelmente, impactado no cometa cerca de 40 minutos antes. Os controladores da missão se abraçaram, houve aplausos suave dos espectadores, e foi assim o fim da missão. No entanto, o trabalho científico de análise dos dados coletados levará anos.